# Дідук Єва Петрівна
Є́ва Петрі́вна Дідук (1900, Теліжинці — 9 листопада 1964, село Теліжинці Старосинявського району Кам'янець-Подільської області) — передовик сільського господарства Української РСР, ланкова колгоспу імені Кірова Старосинявського району Кам'янець-Подільської області, Герой Соціалістичної Праці (26.02.1958). Обиралася депутатом Верховної Ради Української РСР 2-го (1947—1951) і 3-го (1951—1955) скликань.

## Життєпис
Народилася в родині селянина-бідняка. З десятирічного віку наймитувала у заможних селян. З 1930 року — колгоспниця колгоспу імені Кірова села Теліжинці Старосинявського району. Близько тридцяти років очолювана нею ланка вирощувала високі і сталі врожаї цукрових буряків. Член КПРС.

## Нагороди
Указом Президії Верховної Ради СРСР від 26 лютого 1958 року «за особливі заслуги в розвитку сільського господарства і досягнення високих показників з виробництва зерна, цукрового буряка, м'яса, молока й інших продуктів сільського господарства та впровадження у виробництво досягнень науки і передового досвіду» Дідук Єві Петрівні присвоєне звання Героя Соціалістичної Праці з врученням ордена Леніна і золотої медалі «Серп і Молот».
Також нагороджена медаллю «За трудову відзнаку» (1939) і медалями Всесоюзної сільськогосподарської виставки (ВСГВ). 